# Đảo Padre

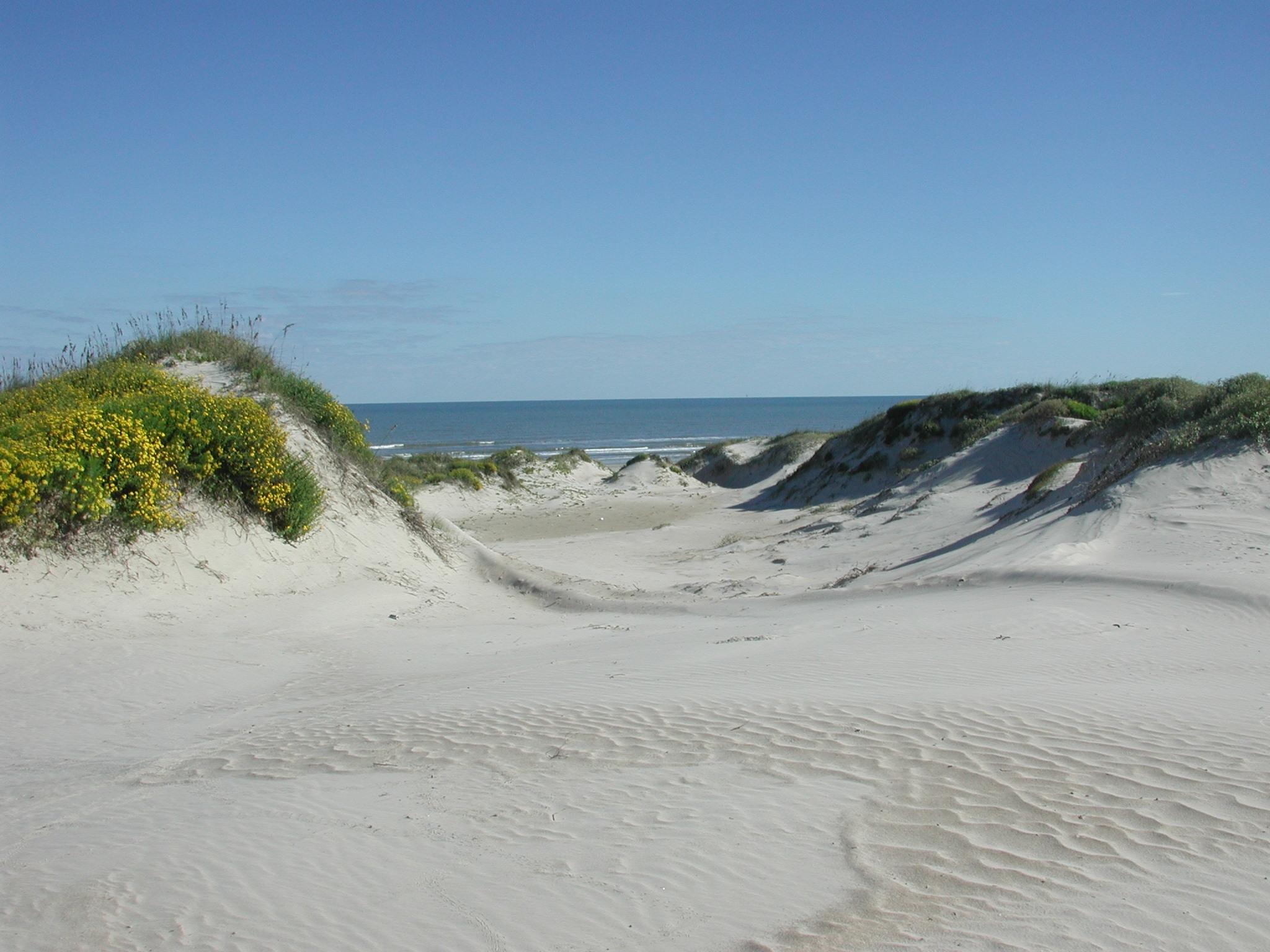
Các đụn cát ở đảo Padre.

Đảo Padre là đảo lớn nhất của quần đảo chắn Texas và là đảo chắn dài nhất thế giới, nó là một phần của tiểu bang Texas. Hòn đảo này nằm trên bờ biển phía nam Texas của vịnh Mexico và nổi tiếng với những bãi biển cát trắng ở cực nam của nó. Đảo được đặt theo tên của Padre José Nicolás Ballí (khoảng 1770-1829), người đã thu gom các nguồn tài chính cho tất cả các nhà thờ trong Thung lũng Rio Grande và thành lập hội truyền giáo đầu tiên tại khu vực quận Cameron hiện tại.
Đảo Padre là hòn đảo lớn thứ hai của khu vực Hoa Kỳ Lục địa, sau Long Island. Đảo có chiều dài 209 km và rộng 3 km, kéo dài từ thành phố Corpus Christi ở phía bắc, cho đến cộng đồng khu nghỉ mát South Padre Island ở phía nam. Hòn đảo nói chung kéo dài theo hướng bắc-nam, với vịnh Mexico về phía đông, và phá Laguna Madre về phía tây. Cực bắc của đảo Padre kết nối với đảo Mustang bằng đường bộ. Cực nam của đảo Padre tách biệt với đảo Brazos qua eo biển Santiago Brazos.